# SN 1972F
SN 1972F – niepotwierdzona supernowa odkryta 18 maja 1972 roku w galaktyce MCG +09-20-97. W momencie odkrycia miała maksymalną jasność 16,00m.